# Rhimphoctona genalis
Rhimphoctona genalis là một loài tò vò trong họ Ichneumonidae.